# اتحاد الجبل الأسود لكرة القدم
تأسس اتحاد الجبل الأسود لكرة القدم في عام 1931م وانضم إلى الإتحاد الدولي لكرة القدم في 2007م وإنضم إلى الاتحاد الأوروبي لكرة القدم في 2007م.